# Guy Mardel
Guy Mardel (* 30. Juni 1944 in Oran als Mardochée Elkoubi) ist ein französischer Sänger algerischer Abstammung.

## Leben und Wirken
Seine ersten 15 Jahre verbrachte Mardel in Algerien, 1959 kam er nach Frankreich und betätigte sich dort als Sänger einer Jazz-Band. 1963 erhielt er einen Plattenvertrag beim französischen Label disc`AZ und veröffentlichte zwei Singles. Danach wurde er von der öffentlich-rechtlichen Rundfunkanstalt ORTF ausgewählt, Frankreich beim Eurovision Song Contest 1965 in Neapel zu vertreten. Er erreichte mit seinem Chanson N’avoue jamais den 3. Platz. 
Er blieb der Musik treu und veröffentlichte bis in die 1980er Jahre Singles. Er war zusätzlich seit den 1970er Jahren in der Musikproduktion tätig. Mardel lebt heute in Jerusalem.

## Diskografie

### Alben
- N’avoue jamais (1965)
- Guy Mardel (1967)

### Singles
- C’est mon bilan d’amour (1963)
- Si tu n’y crois pas – Je t’ai crue trop vite (1964)
- N’avoue jamais – Songe songe (1965)
- Je voudrais l’oublier – Entre les deux (1965)
- Monsieur Plum / Toi et moi (1966)
- C’est une larme / Quand on est jeune (1967)
- Qui n’aime pas les filles / Kitty (1968)
- C'est la Primavera / Le temps d’aimer (1973)
- Un arc et des flèches / On ne met pas l’amour dans sa valise (1974)
- Ma femme / De quoi demain sera-t-il fait ? (1977)
- Gueule d’ange / Paradiso (1979)
- Brésillienne / Paradiso (1985)
- Entre nous / Prends le temps (1986)